# Sami Salo
Sami Salo (* 2. září 1974, Turku) je bývalý finský hokejový obránce hrající v severoamerické lize NHL.

## Úspěchy

### Individuální úspěchy
- NHL All-Rookie Team – 1998/99

### Kolektivní úspěchy
- Stříbrná medaile z SM-Liigy juniorů (sk. A) – 1993/94
- Mistr SM-liigy – 1994/95
- Stříbrná medaile z SM-liigy – 1996/97
- Bronzová medaile z SM-liigy – 1997/98
- Stříbrná medaile z MS – 2001
- Finalista SP – 2004
- Mistr Elitserien – 2004/05
- Stříbrná medaile ze ZOH – 2006
- Bronzová medaile ze ZOH – 2010

## Statistiky

### Klubové statistiky
| Sezona      | Klub                | Soutěž      | Základní část | Základní část | Základní část | Základní část | Základní část | Play off | Play off | Play off | Play off | Play off |
| Sezona      | Klub                | Soutěž      | Z             | G             | A             | B             | TM            | Z        | G        | A        | B        | TM       |
| ----------- | ------------------- | ----------- | ------------- | ------------- | ------------- | ------------- | ------------- | -------- | -------- | -------- | -------- | -------- |
| 1994/1995   | TPS Turku           | SM-l        | 7             | 1             | 2             | 3             | 6             | 1        | 0        | 0        | 0        | 0        |
| 1995/1996   | TPS Turku           | SM-l        | 47            | 7             | 14            | 21            | 32            | 11       | 1        | 3        | 4        | 8        |
| 1996/1997   | TPS Turku           | SM-l        | 48            | 9             | 6             | 15            | 10            | 10       | 2        | 3        | 5        | 4        |
| 1997/1998   | Jokerit Helsinky    | SM-l        | 35            | 3             | 5             | 8             | 10            | 8        | 0        | 1        | 1        | 2        |
| 1998/1999   | Ottawa Senators     | NHL         | 61            | 7             | 12            | 19            | 24            | 4        | 0        | 0        | 0        | 0        |
| 1998/1999   | Detroit Vipers      | IHL         | 5             | 0             | 2             | 2             | 0             | –        | –        | –        | –        | –        |
| 1999/2000   | Ottawa Senators     | NHL         | 37            | 6             | 8             | 14            | 2             | 6        | 1        | 1        | 2        | 0        |
| 2000/2001   | Ottawa Senators     | NHL         | 31            | 2             | 16            | 18            | 10            | 4        | 0        | 0        | 0        | 0        |
| 2001/2002   | Ottawa Senators     | NHL         | 66            | 4             | 14            | 18            | 14            | 12       | 2        | 1        | 3        | 4        |
| 2002/2003   | Vancouver Canucks   | NHL         | 79            | 9             | 21            | 30            | 10            | 12       | 1        | 3        | 4        | 0        |
| 2003/2004   | Vancouver Canucks   | NHL         | 74            | 7             | 19            | 26            | 22            | 7        | 1        | 2        | 3        | 2        |
| 2004/2005   | Frölunda HC         | SEL         | 41            | 6             | 8             | 14            | 18            | 14       | 1        | 6        | 7        | 2        |
| 2005/2006   | Vancouver Canucks   | NHL         | 59            | 10            | 23            | 33            | 32            | –        | –        | –        | –        | –        |
| 2006/2007   | Vancouver Canucks   | NHL         | 67            | 14            | 23            | 37            | 26            | 10       | 0        | 1        | 1        | 4        |
| 2007/2008   | Vancouver Canucks   | NHL         | 63            | 8             | 17            | 25            | 38            | –        | –        | –        | –        | –        |
| 2008/2009   | Vancouver Canucks   | NHL         | 60            | 5             | 20            | 25            | 26            | 7        | 3        | 4        | 7        | 2        |
| 2009/2010   | Vancouver Canucks   | NHL         | 68            | 9             | 19            | 28            | 18            | 12       | 1        | 5        | 6        | 2        |
| 2010/2011   | Manitoba Moose      | AHL         | 3             | 2             | 0             | 2             | 2             | –        | –        | –        | –        | –        |
| 2010/2011   | Vancouver Canucks   | NHL         | 27            | 3             | 4             | 7             | 14            | 21       | 3        | 2        | 5        | 2        |
| 2011/2012   | Vancouver Canucks   | NHL         | 69            | 9             | 16            | 25            | 10            | 5        | 0        | 0        | 0        | 2        |
| 2012/2013   | Tampa Bay Lightning | NHL         | 46            | 2             | 15            | 17            | 16            | —        | —        | —        | —        | —        |
| 2013/2014   | Tampa Bay Lightning | NHL         | 71            | 4             | 13            | 17            | 18            | 2        | 0        | 0        | 0        | 0        |
| NHL celkově | NHL celkově         | NHL celkově | 878           | 99            | 878           | 339           | 286           | 102      | 12       | 19       | 31       | 18       |

### Reprezentační statistiky
| 2001                   | Finsko                 | MS                     | 9  | 3 | 6  | 9  | 9  |
| 2002                   | Finsko                 | ZOH                    | 4  | 0 | 0  | 0  | 0  |
| 2004                   | Finsko                 | MS                     | 7  | 0 | 3  | 3  | 0  |
| 2004                   | Finsko                 | SP                     | 6  | 0 | 1  | 1  | 2  |
| 2006                   | Finsko                 | ZOH                    | 6  | 1 | 3  | 4  | 0  |
| 2010                   | Finsko                 | ZOH                    | 6  | 1 | 1  | 2  | 4  |
| Seniorská reprezentace | Seniorská reprezentace | Seniorská reprezentace | 38 | 5 | 14 | 19 | 15 |